# 艾因萊希亞赫
36°9′25″N 2°24′15″E / 36.15694°N 2.40417°E

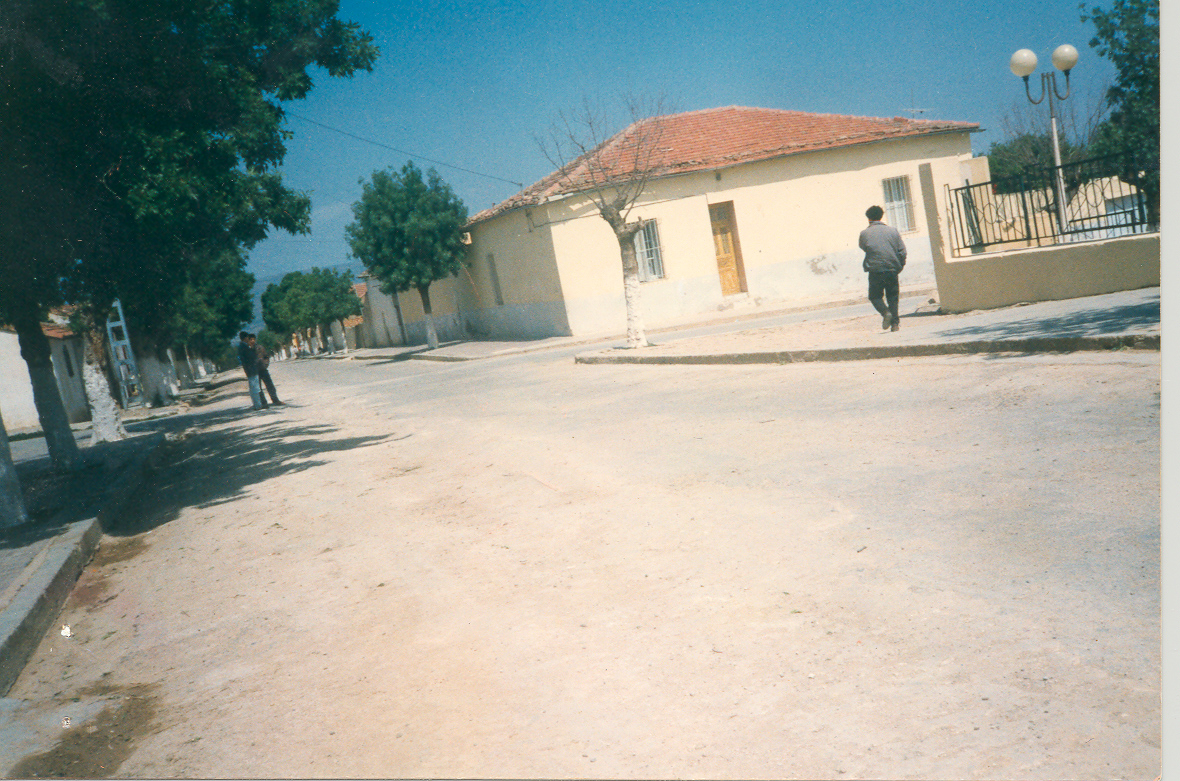
艾因萊希亞赫

艾因萊希亞赫（阿拉伯语：‎），是阿爾及利亞的城鎮，位於該國北部艾因迪夫拉省，是艾因萊希亞赫區的首府，面積126平方公里，2008年人口13,745，人口密度每平方公里109人。